# Abitur

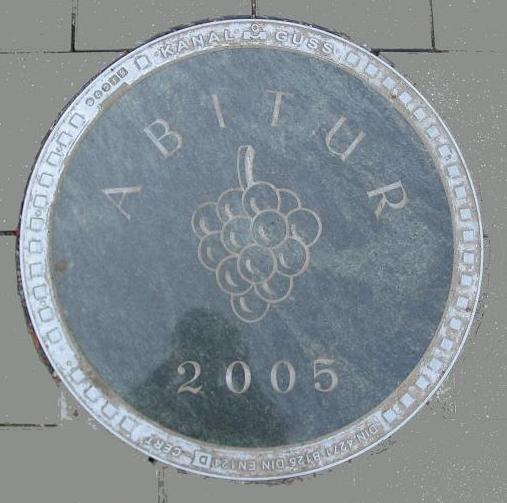
Abitur

Het Abitur (van het Latijnse abire = weggaan) of kortweg Abi is in Duitsland het examen aan het einde van het gymnasium, de school die is te vergelijken met het algemeen secundair onderwijs in Vlaanderen en vwo in Nederland. Om een studie aan de universiteit of aan een hogeschool in Duitsland te beginnen, moet iemand het Abitur hebben gehaald. Het komt overeen met de examens voor de examencommissie in Vlaanderen en het eindexamen in Nederland.
Het Abitur geldt voor algemeen vormend onderwijs. Het examen in Duitsland, dat leerlingen aan het einde van een beroepsopleiding doen, is de Fachgebundene Hochschulreife.